# باشگاه ورزشی مولین
باشگاه ورزشی مولین یک باشگاه فوتبال در گوادلوپ است که در شهر لو مول واقع شده است.

## افتخارات
- مسابقات قهرمانی گوادلوپ: ۱۳ قهرمانی
- جام حذفی گوادلوپ: ۱۰ قهرمانی
- لیگ آنتیل هلند: ۲ قهرمانی